# 金圣草黄素
金圣草黄素（也称为5,7,4'-三羟基-3'-甲氧基黄酮，5,7,4'-Trihydroxy-3'-methoxyflavone）是一种木犀草素衍生的3'-O-甲基化黄酮，分子式C16H12O6，存在于蒿属（Artemisia）植物中。